# Chalcz (stacja kolejowa)
Chalcz (biał. Хальч; ros. Хальч) – stacja kolejowa w miejscowości Chalcz, w rejonie żłobińskim, w obwodzie homelskim, na Białorusi. Położona jest na linii Homel - Żłobin - Mińsk.
Stacja powstała w XIX w. na linii Kolei Libawsko-Romieńskiej, pomiędzy stacjami Żłobin a Sołtanówka.